# Человек в клетке
«Человек в клетке» (иер. трад. 籠民, упр. 笼民, кант.-рус.: Лун мань, англ. Cageman) — гонконгская драма 1992 года, режиссёр Джэйкоб Чён. Главные роли исполнили Майкл Ли, Рой Цяо, Лиу Кхайчи, Ку Фэн, Тедди Робин, Виктор Вонг, Лау Сёнь.
Картина получила пять номинаций на 12-й Гонконгской кинопремии, одержав победу в четырёх категориях.

## Сюжет
В фильме рассказывается о жизни жильцов «квартир-гробов». Они пытаются предотвратить снос дома, в котором живут, так как арендодатель объявил, что на месте здания воздвигнут новый объект.

## В ролях
- Майкл Ли[кит.] — 7-11
- Рой Цяо[англ.] — Ку Иучоу / Толстяк
- Лиу Кхайчи[англ.] — Принц Сам, сын Ку Иучоу
- Ку Фэн — Лук Тхун
- Тедди Робин — Тхон Сам
- Виктор Вонг — Неженка
- Лау Сёнь[кит.] — даосист
- Ву Фун[англ.] — офицер Лам, приёмный отец Мао
- Вон Какхёй[англ.] — Мао, приёмный сын офицера Лама
- Татс Лау[англ.] — Брат Сан
- Джо Джуниор[англ.] — Чарли
- Деннис Чань — советник Чхёй
- Тедди Чэнь — посыльный по выдаче ордеров на владение

## Награды и номинации
| Награды                        | Награды                           | Награды                          | Награды   |
| Кинопремия                     | Категория                         | Лауреат / претендент             | Результат |
| ------------------------------ | --------------------------------- | -------------------------------- | --------- |
| 12-я Гонконгская кинопремия    | Лучший фильм                      | Человек в клетке                 | Победа    |
| 12-я Гонконгская кинопремия    | Лучшая режиссёрская работа        | Джэйкоб Чён                      | Победа    |
| 12-я Гонконгская кинопремия    | Лучший сценарий                   | Джэйкоб Чён, Ын Чхончау, Янк Вон | Победа    |
| 12-я Гонконгская кинопремия    | Лучшая мужская роль второго плана | Лю Кай-Чи                        | Победа    |
| 12-я Гонконгская кинопремия    | Лучшая работа художника           | Чинь Иухан, Янк Вон              | Номинация |
| 30-я кинопремия Золотая лошадь | Лучший фильм                      | Человек в клетке                 | Номинация |
| 30-я кинопремия Золотая лошадь | Лучший режиссёр                   | Джэйкоб Чён                      | Номинация |